# Joseph Hillmer
Joseph Hillmer (* 9. November 1719 in Hainburg an der Donau; † unbekannt) war ein berühmter Okulist und ordentlicher Professor des Berliner Collegium Medicum.

## Leben
Als Sohn eines Baders lernte er früh das Starstechen und reiste zunächst in den habsburgischen Ländern, ab 1746 auch in Mitteldeutschland. Wie auch alle Starstecher dieser Zeit, verließ er stets schnell seine Wirkungsstätten. Er rühmte sich, dass er „kein Marcktschreyer oder so ein gewöhnlicher unerfahrener Land-Betrieger“ sei.
Nach Aufenthalten in Sachsen traf er 1748 in Berlin ein. Wie es zur Bestallung König Friedrichs II. zum ordentlichen Professor im Collegium medico-chirurgicale am 22. Januar 1748 kam, ist unerklärlich, insbesondere da Hillmer weder ein Doktordiplom noch den Nachweis einer ordentlichen Ausbildung besaß. Er hielt nie Vorlesungen (auch später nicht), blieb auch nur kurz in Berlin, um erneut mit königlicher Erlaubnis weiterzureisen, um starzustechen. Er bemühte sich um Operationen bei bekannten Persönlichkeiten, hierbei kam ihm aber oft John Taylor zuvor.
Belegbare Aufenthalte:
- 1748 Lübeck, Hamburg, Amsterdam, Haarlem, Delft, Den Haag, Rotterdam
- 1749 London, Paris, Lyon Zürich Genf, Madrid, Lissabon
- 1750 Venedig, Wien, Breslau, zurück nach Berlin
- 1751 Ostpreußen, Baltikum und St. Petersburg

## Affäre Hillmer
Erstaunlich lange wirkte Hillmer in St. Petersburg. In Gegenwart der Zarin Elisabeth operierte er im Carskoe Selo eine Hofdame beidseits, die später schmerzhaft komplett erblindete. Trotz vieler Misserfolge, wurde er vom Zarewitsch (späterer Zar Peter III.) protegiert. Neuere wissenschaftliche Untersuchungen vermuten eine geheime politische Funktion im Spannungsfeld Preußen/Russland, zumal Hillmer nicht ein einfacher Okulist, sondern als preußischer ordentlicher Professor betitelt war. Wohl nur aus diesem Grund konnte er so lange in St. Petersburg bleiben und dem aus Fachkreisen kommenden erheblichen Gegenwind trotzen. Letztendlich musste er im Dezember aufgrund eines Obergutachtens von 32 Petersburger Ärzten wegen Scharlatanerie des Landes verwiesen werden Die Affäre wurde sogar als Buch von 176 Seiten vom Leibarzt der Zarin und Direktor der medizinischen Kanzlei, Herman Kaau Boerhaave, dokumentiert und stellt das erste Werk in der Augenheilkunde in russischer Sprache dar. Es enthält interessante Darstellungen und Erfolgsstatistiken des katastrophalen Wirkens Hillmers mit Indikationen und Komplikationen, die damals schon als Kunstfehler galten.

## Weiteres Wirken
Ab 1752 lebte er wieder in Berlin und hatte sich als Okulist der starken Konkurrenz Valentin Andreas Köhrings und Christian Gottlieb Cyrus’ zu erwehren. 1756 reiste er nach Dänemark, Baden, Avignon, 1762 nach Stockholm und Kopenhagen und 1771/72 in die Niederlande. In Berlin konnte er nie wieder Fuß fassen. Belegbar ist sein letztes Wirken heimatnah 1776 in Pressburg.